# Championnats d'Océanie de triathlon
Les championnats d'Océanie courte distance de triathlon se sont déroulés pour la première fois en 1999. 
Ils se courent sur la distance M (distance olympique) et sont organisés par la Fédération océanienne de triathlon (OTU).

## Palmarès
| Année | Lieu                         | Champion d'Océanie | Temps           | Championne d'Océanie  | Temps           |
| ----- | ---------------------------- | ------------------ | --------------- | --------------------- | --------------- |
| 2024  | Taupo, Nouvelle-Zélande      | Matthew Hauser     | 1 h 47 min 20 s | Ellie Hoitink         | 2 h 3 min 33 s  |
| 2023  | Port Douglas, Australie      | Bradley Course     | 1 h 41 min 31 s | Nicole Van Der Kaay   | 1 h 54 min 10 s |
| 2021  | Port Douglas, Australie      | Luke Wilian        | 1 h 39 min 59 s | Jaz Hedgland          | 1 h 50 min 58 s |
| 2019  | Baie Moreton, Australie      | Brandon Copeland   | 1 h 44 min 4 s  | Kelly-Ann Perkins     | 1 h 59 min 18 s |
| 2018  | St Kilda, Australie          | Sam Ward           | 1 h 48 min 57 s | Natalie Van Coevorden | 1 h 59 min 43 s |
| 2017  | Devonport, Australie         | Matthew Baker      | 1 h 52 min 34 s | Emma Jeffcoat         | 2 h 7 min 33 s  |
| 2016  | Gisborne, Australie          | Marcel Walkington  | 1 h 52 min 6 s  | Emma Moffatt          | 2 h 2 min 24 s  |
| 2015  | Devonport, Australie         | Jacob Birtwhistle  | 1 h 57 min 49 s | Jaz Hedgeland         | 2 h 7 min 23 s  |
| 2014  | Devonport, Australie         | Aaron Royle        | 1 h 53 min 1 s  | Gillian Backhouse     | 2 h 7 min 57 s  |
| 2013  | Wellington, Nouvelle-Zélande | Peter Kerr         | 1 h 51 min 28 s | Felicity Abram        | 2 h 4 min 56 s  |
| 2012  | Devonport, Australie         | Brendan Sexton     | 1 h 46 min 46 s | Emma Jackson          | 1 h 56 min 36 s |
| 2011  | Wellington, Nouvelle-Zélande | Kris Gemmell       | 1 h 51 min 45 s | Ashleigh Gentle       | 2 h 6 min 5 s   |
| 2010  | Wellington, Nouvelle-Zélande | Kris Gemmell       | 1 h 53 min 21 s | Andrea Hewitt         | 2 h 6 min 33 s  |
| 2009  | Gold Coast, Australie        | Brad Kahlefeldt    | 1 h 50 min 13 s | Sarah Crowley         | 2 h 2 min 4 s   |
| 2008  | Wellington, Nouvelle-Zélande | Shane Reed         | 1 h 55 min 29 s | Emma Moffatt          | 2 h 6 min 35 s  |
| 2007  | Geelong, Australie           | Brad Kahlefeldt    | 1 h 52 min 19 s | Erin Densham          | 2 h 3 min 55 s  |
| 2006  | Geelong, Australie           | Brad Kahlefeldt    | 1 h 51 min 12 s | Rina Hill             | 2 h 5 min 13 s  |
| 2005  | Geelong, Australie           | Bryce Quirk        | 1 h 52 min 43 s | Emma Snowsill         | 2 h 2 min 10 s  |
| 2004  | Devonport, Australie         | Brad Kahlefeldt    | 1 h 53 min 20 s | Nicole Hackett        | 2 h 5 min 37 s  |
| 2003  | Queenstown, Nouvelle-Zélande | Hamish Carter      | 1 h 51 min 15 s | Samantha Warriner     | 2 h 6 min 37 s  |
| 2002  | Queenstown, Nouvelle-Zélande | Hamish Carter      | 1 h 54 min 24 s | Heather Evans         | 2 h 11 min 37 s |
| 2001  | Brisbane, Australie          | Chris McCormack    | 1 h 47 min 26 s | Loretta Harrop        | 1 h 59 min 44 s |
| 2000  | Gisborne, Nouvelle-Zélande   | Peter Robertson    | 1 h 49 min 46 s | Melissa Ashton        | 2 h 3 min 23 s  |
| 1999  | Mooloolaba, Australie        | Hamish Carter      | 1 h 55 min 10 s | Jackie Gallagher      | 2 h 5 min 2 s   |

## Victoires d'épreuves par nation
| Rang | Nation           | Victoires |
| ---- | ---------------- | --------- |
| 1    | Australie        | 37        |
| 2    | Nouvelle-Zélande | 11        |